# Micronaclia rubrivittata
Micronaclia rubrivittata är en fjärilsart som beskrevs av M.Gaede 1926. Micronaclia rubrivittata ingår i släktet Micronaclia och familjen björnspinnare. Inga underarter finns listade i Catalogue of Life.